# استغراب

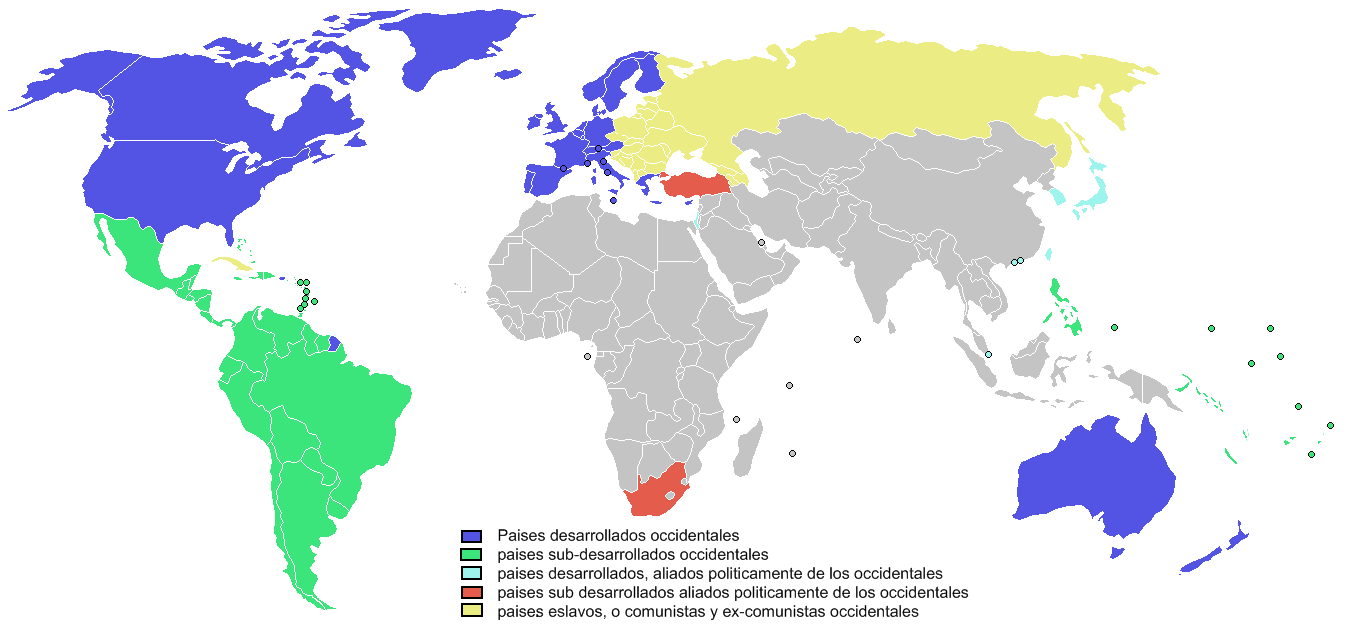

الاستغراب ظاهرة نفسية واجتماعية وثقافية معاصرة، حيث يتميز الأفراد الذين يجسدونها بالميل نحو الغرب والتعلق به ومحاكاته.
إن تفاعـل الحضارات يعتبر خاصية أساسية من خواص الحضارة الإنسانية، ويعبر عن الطبيعة التلقائية للحركة والعلاقات الاجتماعية بين مختلف المجتمعات البشرية. ويلاحظ دارسو الحضارات أن قوة تأثر حضارة ما بحضارة أخرى، يتعلق بطبيعة وموقف كل منهما؛ فإذا كان الموقف يعبر عن نوع من الندية، كان التأثير المتبادل قائما على التوازن السليم. في حين إذا كان الموقف موقف إعجاب وانبهار من طرف إزاء طرف آخر، كان التأثر سريعا وعميقا من قبل الطرف الأول قد يصل أحيانا إلى حد الذوبان. ولعل العلاقة بين الحضارتين الغربية والإسلامية، خلال القرنين 19 و 20 الميلاديين، خير دليل مُجسد لموقف الإعجاب والانبهار.
إن ظاهرة الاستغراب ولدتها عوامل اجتماعية وتاريخية قبل مجيء الاستعمار وبعده، لكن العامل النفسي قد يضطلع هو الآخر بدور أساسي، ويبدو أن الاستغراب سيظل مكرسا في كل مجتمع عاش زمنا تحت نير الاستعمار، ما لم يصحُ من إغمائه الذي أصابه عندما داهمه المستعمر.

## مفهوم الاستغراب
إن الذين استعملوا مصطلح الاستغراب، انقسموا من حيث المعنى المراد به إلى فريقين، فريق أراد به علما، حيث دعا أصحابه إلى تأسيس «علم الاستغراب» في مقابل علم الاستشراق، وفريق قصد بالاستغراب طلب الغرب والميل إليه والتعلق بثقافته.
ولقد عرّفه المفكر الاجتماعي عبد الله الشارف بقوله: «الاستغراب هو ظاهرة نفسية واجتماعية وثقافية معاصرة، يتميز الأفراد الذين يجسدونها بالميل نحو الغرب والتعلق به ومحاكاته، نشأت في المجتمعات غير الغربية؛ سواء أكانت إسلامية أم لا، على إثر الصدمة الحضارية التي أصابتها قبيل الاستعمار وخلاله.»
ولعل المستشرق هاملتون جب السباق إلى الحديث عن الاستغراب من كثير من الباحثين في العالم الإسلامي، وذلك بقوله: «والتعليم أكبر العوامل الصحيحة التي تدعو إلى الاستغراب. ولسنا نستطيع الوقوف على مدى الاستغراب في العالم الإسلامي، إلا بمقدار دراسته للفكر الغربي وللمبادئ والنظم الغربية»
وفي نفس السياق عرف أبو الأعلى المودودي المستغربون بقوله: «هم المائلون إلى الغرب المفتتنون بحضارته».

## الفرق بين «الاستغراب» و«علم الاستغراب» و«التغريب» و«الاغتراب»
الاستغراب : هو ظاهرة نفسية واجتماعية وثقافية معاصرة، يتميز الأفراد الذين يجسدونها بالميل نحو الغرب والتعلق به ومحاكاته، نشأت في المجتمعات غير الغربية؛ سواء أكانت إسلامية أم لا، على إثر الصدمة الحضارية التي أصابتها قبيل الاستعمار وخلاله.
أما علم الاستغراب فهو: مقابل لعلم الاستشراق، يقول د.حسن حنفي: «علم الاستغراب هو فك العقدة التاريخية المزدوجة بين الأنا والآخر... والقضاء على مركب العظمة لدى الآخر الغربي، بتحويله من ذات دارس إلى موضوع مدروس... مهمة علم الاستغراب هو القضاء على المركزية الأوربية، وبيان كيف أخذ الوعي الأوربي مركز الصدارة عبر التاريخ الحديث، داخل بيئته الحضارية الخاصة.»
وأما التغريب فهو: «عمل ثقافي وسياسي يتولاه المسؤولون في الغرب، ومن والأهم من المستشرقين والمستغربين، يهدف إلى طمس معالم الحياة الدينية والثقافية للمجتمعات الإسلامية وغيرها، وإجبار هذه المجتمعات على تقليد الغرب والدوران في فلكه»
وأما الاغتراب فيُقصد به:" أن المرء يصبح غريبا تجاه شيء معيّن أو شخص معين، كان يرتبط به على نحو وثيق...ويعرف الشخص المغترب سياسيا بأنه هو ذلك الشخص الذي يكون لديه شعور دائم بالغربة عن المؤسسات السياسية القائمة، وعن القيم السياسية الموجودة وعن القيادات التي تضطلع بأمر السلطة.

## بعض المؤلفات في الاستغرابكـ«عـلـم» وكـ«ظـاهـرة»
- مقدمة في علم الاستغراب / 1992م / د. حسن حنفي
- من نقد الاستشراق إلى نقد الاستغراب: المثقفون العرب والغرب / 2000م / أحمد الشيخ
- الاستغراب في التربية والتعليم بالمغرب / 2000م / د. عبد الله الشارف
- الاستغراب في الفكر المغربي المعاصر / 2003م / د. عبد الله الشارف
- توظيف «منهج الاستغراب» في الدراسات التأريخية العربية / 2013م / د. طالب محيبس الوائلي
- الاستغراب: المنهج في فهمنا الغرب -رؤية تأصيلية- / 2015م / د. علي إبراهيم النملة
- «الاستغراب» دورية فكرية، تصدر عن المركز الإسلامي للدراسات الاستراتيجية / بيروت / منذ 2015 [8]
- سؤال الاستغراب في النظام المعرفي الإسلامي 2016م / عادل بن بوزيد عيساوي
- معرفة الحداثة والاستغراب: حقائق متضادّة 2016م / د. حسين كَتشُويان نِيان
- الاستغراب في المغرب الأقصى (ظواهره وقضاياه) / 2017م / د. عبد الله الشارف

## وصلات خارجية
موقع مجلة الاستغراب